# Ходжес, Доника
 Доника Даньелл Ходжес (англ. Doneeka Danyell Lewis; в замужестве Льюис (англ. Lewis); род. 19 июля 1982, Новый Орлеан, штат Луизиана, США) — американо-болгарская профессиональная баскетболистка, выступавшая в женской национальной баскетбольной ассоциации. Была выбрана на драфте ВНБА 2004 года во втором раунде под общим 25-м номером командой «Лос-Анджелес Спаркс». Играла на позиции разыгрывающего. Является сестрой близнецом Роники Ходжес, также баскетболистки ВНБА. Замужем за баскетболистом Джентри Льюисом.

## Биография
Выросла в Новом Орлеане, где играла за школьную команду. Затем Доника выступает за студенческую команду Университета штата Луизиана.
В 2004 году Ходжес попадает на драфт WNBA, где под 25 номером её забирает «Лос-Анджелес Спаркс». В Лос-Анджелесе баскетболистка проводит 3 сезона, играя в среднем по 26 матчей за сезон. С 2004 года Доника постоянно играет в Европе, не задерживаясь больше одного года в команде. За это время она поменяла 5 стран, при этом баскетболистка выиграла 2 национальных кубка, 1 раз была вице-чемпионкой. Последние 4 сезона Доника выступает в турецком чемпионате.
После трёх сезонов в «Лос-Анджелесе Спарксе» остальные 3 года выступления в WNBA оставляли желать лучшего: 2007 — 6 игр, 2008 — 8 игр, 2011 — 2 игры.
В 2010 году приняла предложение Болгарской федерации баскетбола натурализоваться и выступать за национальную команду. Дебют в сборной Болгарии состоялся 2 августа 2010 года в квалификационном матче к чемпионату Европы — 2011 против сборной Турции, где баскетболистка набрала 16 очков. В том отборочном турнире Доника провела 12 игр, при этом набрала в среднем за матч 20,4 очка (лучший показатель в команде), сделала 3,0 подборов, отдала 3,0 передач (лучшая в команде). Отбор к чемпионату Европы — 2013 баскетболистка пропустила из-за травмы. В 2014 году Ходжес выступала за болгарскую команду в квалификации к чемпионату Европы — 2015, где была снова лучшая по передачам (4,0). И вновь сборная Болгария не проходит в основной европейский турнир.

## Достижения
- Серебряный призёр чемпионата Турции: 2011
- Обладатель Кубка Греции: 2005
- Обладатель Кубка Турции: 2011
- Финалист Кубка Европы: 2012